# Amy Yoder Begley
Amy Yoder Begley (* 11. Januar 1978 in Goshen, Indiana) ist eine US-amerikanische Langstreckenläuferin.

## Karriere
Während ihres Studiums wurde Begley zweimal NCAA-Meisterin: 2000 in der Halle über 5000 m und 2001 im Freien über 10.000 m.
Danach stagnierten die Leistungen, bis im Januar 2006 bei ihr Zöliakie diagnostiziert wurde. Die Umstellung auf eine Gluten-freie Kost verbesserte ihr Befinden so sehr, dass sie sich 2008 mit 31:43,60 min als Dritte der US-Ausscheidungskämpfe für die Olympischen Spiele in Peking qualifizierte, wo sie über 10.000 m in 32:38,28 min auf den 26. Platz kam.
2009 errang sie nationale Meistertitel in der Halle über 3000 m in 8:53,27 min und im Freien über 10.000 m in 31:22,69 min. Bei den Leichtathletik-Weltmeisterschaften in Berlin steigerte sie sich erneut und wurde als Sechste beste Nicht-Afrikanerin in 31:13,78 min.
Amy Yoder Begley ist 1,63 Meter groß und wiegt 53 kg. Sie hat an der University of Arkansas ein Studium der Trainingswissenschaft und Biomechanik abgeschlossen und ist seit 2000 mit Andrew Begley, einem Sportkameraden aus ihrer Highschool-Zeit, verheiratet. Sie lebt in Beaverton (Oregon), wo sie als Teil des Nike Oregon Project von Alberto Salazar als Trainer betreut wurde.